# Квашенко Валентина Павлівна
Квашенко Валентина Павлівна (нар. 8 січня 1947 року, м. Куйбишевка-Восточна, РСФСР, СРСР) — акушер-гінеколог; доктор медичних наук (2003, за іншими даними 2002), професор (2004).

## Біографічні дані
У 1971 закінчила Донецький медичний інститут, де й працює від 1980: 
- з 2003 — професор кафедри акушерства, гінекології та перинатології факультету післядипломної освіти.

Входила до складу робочої групи для оцінки виконання Державної програми «Репродуктивне здоров'я нації на період до 2015 року».

## Наукова робота
До сфери інтересів входять такі теми: діагностика та профілактика порушень репродуктивної системи жінок, планування сім’ї; організація акушерно-гінекологічної, амбулаторно-поліклінічної та стаціонарної допомоги жінкам; ендокринні порушення в гінекології.

### Основні праці
За ЕСУ:
- Современные направления амбулаторной помощи в акушерстве и гинекологии. Д., 2003;
- Післяпологове та післяабортне планування сім’ї: Навч. посіб. К., 2007;
- Фактори ризику порушення менструального циклу у жінок з патологією щитоподібної залози // ПМед. 2009. № 3;
- Дидактичні технології викладання питань репродуктивного здоров’я: Навч.-метод. посіб. К., 2011 (усі — у співавторстві).[2]